# Israel Houghton

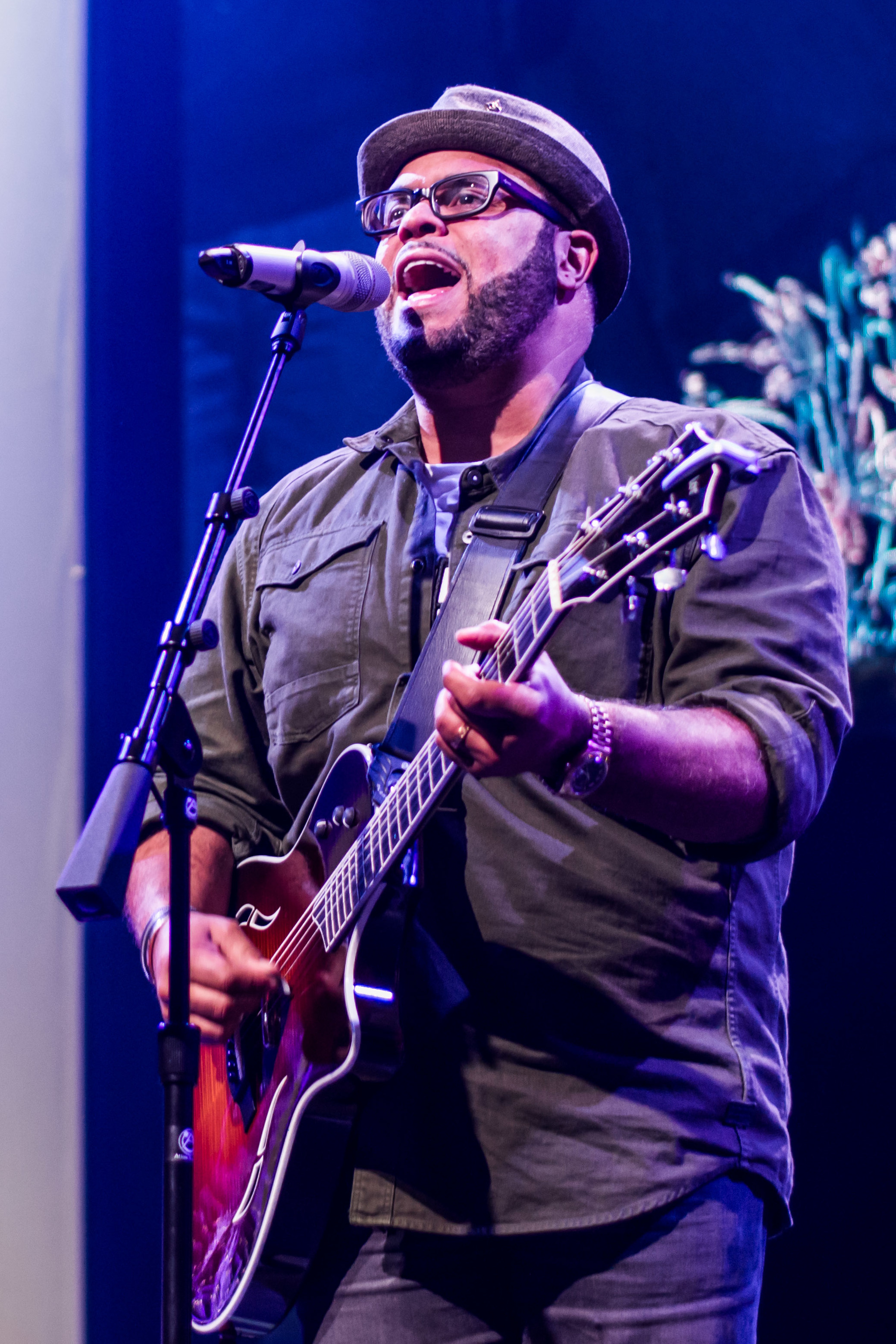

Israel Houghton é um cantor de música gospel, conhecido por seu estilo musical que faz a fusão de elementos da música gospel, do jazz e do rock. Além de cantor ele é um líder na Igreja Joel Osteen Lakewood Church em Houston, Texas.

## Discografia
- A Timeless Christmas (2006)
- Live from Another Level
- A Deeper Level

## Prêmios
| Ano  | Prêmio         | Categoria                                                |
| ---- | -------------- | -------------------------------------------------------- |
| 2005 | Stellar Awards | Vocalista Masculino do Ano por Live from Another Level   |
| 2005 | Stellar Awards | Álbum Gospel Contemporâneo por Live from Another Level   |
| 2004 | Dove Awards    | CD do Ano por Live from Another Level                    |
| 2004 | Dove Awards    | Música Gospel Contemporânea do Ano "Again I Say Rejoice" |
| 2008 | Grammy Awards  | Melhor Álbum Pop/Contemporâneo por " A Deeper Level"     |